# Mertert
Mertert (lb. Mäertert) − miejscowość i gmina (gemeng / commune / Gemeinde) we wschodnim Luksemburgu, w kantonie Grevenmacher. Do 3 października 2015 gmina leżała w dystrykcie Grevenmacher. Siedziba administracyjna gminy znajduje się w miejscowości Wasserbillig. Liczy 5117 mieszkańców (1 stycznia 2023). Graniczy z Niemcami. Znajduje się tutaj najniższy punkt (132 m n.p.m.) w Luksemburgu oraz port rzeczny na Mozeli. 

## Podział administracyjny
Do gminy należy siedem miejscowości, w tym dwa (Uertschaft) oraz pięć lieu-dit:  
1. Fausermühle (Fausermillen), lieu-dit
2. Felsmühle (Fielsmillen), lieu-dit
3. Mertert (Mäertert)
4. Schäferreder, lieu-dit
5. Wasserbillig (Waasserbëlleg)
6. Wasserbillig-Barrière (Waasserbëlleg-Barrière), lieu-dit
7. Wollfsmuhle (Wollefsmillen / Wolffsmühle), lieu-dit